# Katastrofa lotu Cubana de Aviación 9046
Katastrofa lotu Cubana de Aviación 9046 – katastrofa lotnicza Ił-62M, należącego do linii Cubana de Aviación, do której doszło 3 września 1989 roku w Hawanie na Kubie. W jej wyniku zginęło 150 osób (126 osób w samolocie (115 pasażerów i 11 członków załogi), wszystkie osoby które znajdowały się na pokładzie oraz 24 osoby na ziemi).
To najtragiczniejsza katastrofa lotnicza na Kubie.

## Wypadek
Samolot wystartował podczas ulewnego deszczu oraz silnym wietrze, w porywach do 80 km/h. Załoga schowała klapy z początkowej pozycji 30° do 15°, próbując nabrać prędkości, ale ta czynność zmniejszyła siłę nośną. Samolot wzniósł się na wysokość około 53 metrów, gdzie został uderzony przez podmuch zstępujący, w wyniku którego uderzył w koniec pasa startowego, a następnie uderzył w obiekt nawigacyjny i niewielkie wzgórze, po czym rozbił się na obszarze mieszkalnym, około minutę po starcie.

## Ofiary
- 115 pasażerów
- 11 członków załogi
- 24 osoby na ziemi

Początkowo jeden pasażer przeżył katastrofę, lecz zmarł po 8 dniach na skutek odniesionych obrażeń.

## Dochodzenie
Śledczy przypisali katastrofę lotu 9046 błędnej decyzji pilota o locie po nagłym pogorszeniu warunków meteorologicznych.